# Серавале (Парма)
Серавале је насеље у Италији у округу Парма, региону Емилија-Ромања.
Према процени из 2011. у насељу је живело 52 становника. Насеље се налази на надморској висини од 243 м.